# Thiot Ingénierie
Thiot Ingénierie est une société privée située dans le Lot, leader mondial dans la fabrication de canons à gaz et experte en physique des chocs. L'entreprise réalise des essais d'impacts et des tests de certification pour les industries aéronautique, spatiale et de défense.

## Histoire
Fondée en 1988 par Patrick Thiot, l'activité de la société s'est dans un premier temps concentrée sur la conception et la fabrication de lanceurs de laboratoire (canons à gaz). Cette activité a permis à l'entreprise de devenir leader mondial dans la physique des chocs.
En 1992, la société réalise Athéna, lanceur à deux étages, pour le CEA de Gramat (ancien CEG). Ce lanceur est l'un des plus puissants de France.
Thiot Ingénierie conçoit en 2002 pour Lawrence Livermore National Laboratory le lanceur Jasper et en 2008, acquiert de nouveaux locaux afin de créer son propre laboratoire de recherche en physique des chocs. Ce dernier comprend quatre lanceurs de laboratoire couvrant des calibres de 9 à 350 mm, deux chambres de test blindées, des barres d'Hopkinson permettant de réaliser des caractérisations matériaux à haute vitesse de déformation et une presse dynamique capable de charger 200 tonnes en trois milli-secondes.
Ces équipements conçus et créés par son équipe permettent à l'entreprise de proposer des essais sur structures ainsi que de caractérisation dynamique de matériaux. Les ingénieurs et chercheurs de Thiot Ingénierie travaillent sur différents projets tout au long de l'année afin de mieux comprendre les réactions des matériaux lors d'un choc.
En 2014, l'entreprise démontre ses capacités à lancer un projectile à grande vitesse en réalisant une véritable partie d'Angry Birds grâce à son lanceur de laboratoire Titan.
En 2015, elle réussit à réaliser des essais d'impact à des vitesses supérieures à 10 km/s (record mondial avec un lanceur à gaz double étages gaz-gaz) soit 36 000 km/h. Cette performance va permettre de simuler des impacts de débris spatiaux sur des satellites à des vitesses plus proches de la réalité que ce qui se faisait jusqu'alors.
En 2016, Thiot Ingénierie développe une nouvelle génération de lanceur à gaz simple étage.
En 2017, l'entreprise inaugure l'arrivée de nouveaux moyens d'essais dans son laboratoire de physique des chocs, le lanceur THOR et le générateur d'accélération CHRONOS.
En 2019, Thiot Ingénierie lance son propre organisme de formation dans le domaine du comportement dynamique des matériaux, la Shock Physics Academy. Ces formations s'adressent aux ingénieurs, chercheurs ou techniciens de laboratoire et proposent des cours théoriques agrémentés de travaux pratiques dans le laboratoire de l'entreprise. 
En 2023, l'entreprise annonce la création d'un nouveau laboratoire en détonique pour l'étude des problèmes d’interaction fluides/structures générés par des explosions pyrotechniques, comme par exemple les effets des attentats sur les bâtiments ou des détonations en milieu fermé. La mise en service de ce nouveau laboratoire est prévue pour le 2e semestre 2025.
En décembre 2024, le Groupe Eurenco annonce l'acquisition de Thiot Ingénierie.

## Conception de machines spéciales
Thiot Ingénierie est spécialisée dans la conception et la fabrication de canons à gaz simple et double étage, de barres d'Hopkinson en compression et en traction directe, de générateurs d'accélération, ainsi que de chambres de détonation pour des applications R&D ou pour la destruction d'objets pyrotechniques. 
L'entreprise conçoit également des machines d'autofrettage et d'olivage pour les tubes d'artillerie. 

## Laboratoire d'essais

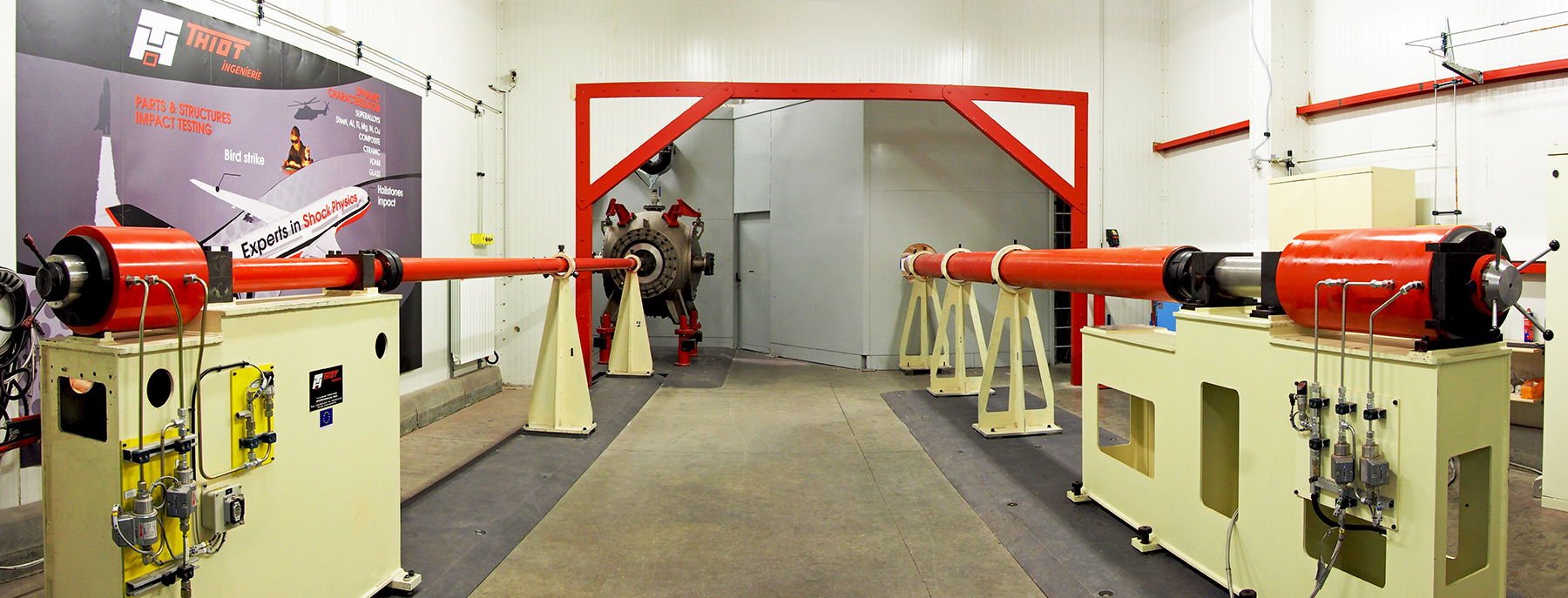
Laboratoire d'essais de Thiot Ingénierie, avec les canons de laboratoire Titan et Thor.

Outre son activité de conception et de fabrication de machines spéciales, l’entreprise réalise également des essais d’impacts sur structures ainsi que des essais de caractérisation dynamique de matériaux grâce à son laboratoire d'essais équipé de lanceurs de laboratoire simple et double étages, de barres d'Hopkinson, d'une presse dynamique et d'un générateur d'accélération. L'entreprise fournit une expertise globale dans le comportement des matériaux et structures sous choc, en corrélant de manière permanente essais expérimentaux et simulation numérique.

### Titan et Thor
Titan et Thor sont des lanceurs à gaz simple étage pouvant lancer des projectiles allant de 60 à 350 mm de diamètre à 1 300 m/s. Ces lanceurs de laboratoire sont utilisés pour les essais aéronautiques, notamment pour recréer les effets d'un orage de grêle, des impacts de pneus ou encore d'oiseaux. Ces deux lanceurs peuvent être utilisés pour des certifications AESA et FAA telles que la CS 23 pour les petits aéronefs, CS 25 pour les grands aéronefs (CS 23.361 et CS 23.362), CS 29 pour les hélicoptères, la CS-E pour les moteurs et enfin la CS-P pour les hélices.

### Hermès
Hermès est un lanceur à gaz double étages, le plus souvent utilisé pour les essais d'impacts hypervitesse. Celui-ci accélère à plus de 8 500 m/s des projectiles de 12 mm de diamètre. Ces essais permettent de tester la résistance de la structure des satellites face aux débris spatiaux. Une autre des applications est l'étude de la formation de cratères de météorites ainsi que la dérivation de géocroiseurs. C'est avec ce canon de laboratoire que Thiot Ingénierie a atteint un record du monde de vitesse en 2015.

### Vulcain
Vulcain est un lanceur à gaz double étage pouvant lancer un projectile de 35 mm de diamètre à 3 000 m/s. Ce lanceur de laboratoire est utilisé pour la sécurité nationale et la défense, notamment pour projeter des flèches de chars ou tester la solidité des blindages. Ce lanceur de laboratoire est équipé d'une chambre de détonique lui permettant de réaliser des essais d'impact sur des réservoirs sous pression comme les réservoirs d'hydrogène pour les véhicules à pile à combustible.

### Jupiter

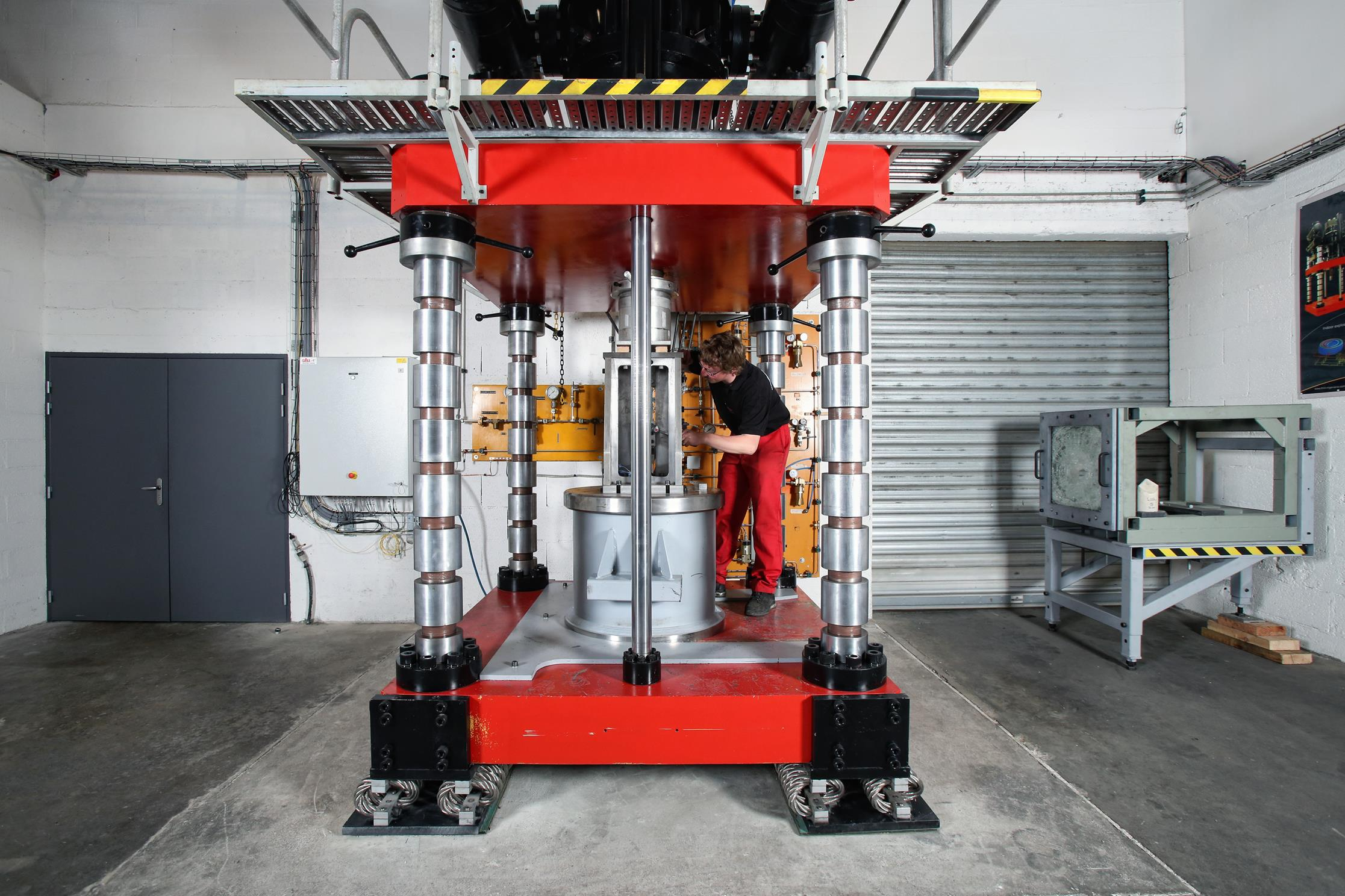
Jupiter, presse dynamique

Le rôle de la presse dynamique est de créer un effort de traction ou de compression à vitesse élevée. Thiot Ingénierie possède une presse dynamique particulière de par sa vitesse de chargement. L'effort peut passer de 0 à 200 tonnes en 3 millisecondes. Ces essais permettent d'étudier la réponse des matériaux et structures face à des chargements rapides comme les crash ou les explosions.
Parmi les domaines d'application on compte : les études de propagation d'onde sismique, de crash automobile ainsi que les essais de traction, compression, cisaillement à haute vitesse de déformation sur échantillons normalisés.

### Chronos
Chronos est un générateur d'accélération. Il permet de tester le comportement des systèmes électroniques et micromécaniques embarqués (composants MEMS, capteurs, sous-systèmes IMU, SAU, cartes électroniques) sur les fusées d'obus ou les têtes de missiles, en leur faisant subir des accélérations jusqu'à 100 000 G. Chronos permet une récupération en douceur de l'échantillon testé, garantissant ainsi une analyse post-mortem.

## Applications
L’entreprise est spécialisée dans la conception et la fabrication de machines spéciales et propose également, grâce à son laboratoire d’essais, des tests d’impacts sur structures ainsi que des essais de caractérisation dynamique de matériaux sur trois domaines d'application. Le but est de collaborer et d'accompagner les industries de l'aéronautique, du spatial et de la défense à mieux comprendre le comportement de leurs matériaux sous choc et de développer ainsi des produits plus performants.

### Aéronautique
Thiot Ingénierie réalise dans ce domaine des essais normalisés à l’aide de canons à gaz et d’une presse dynamique. Ces essais peuvent reproduire des impacts de grêlons, pneus, cailloux ou des impacts aviaires. L’entreprise réalise également des simulations numériques d’impacts, des endommagements ou des explosions. Ainsi, les essais réalisés dans le laboratoire d'essais de Thiot Ingénierie permettent aux industries de l'aéronautique d'obtenir des certifications telles que l'AMC 25.361, CS 25.362 ou CS 25.371.

### Spatial
L'entreprise détient des équipements lui permettant de simuler des impacts de débris spatiaux sur des satellites à 10 km/s,. Thiot Ingénierie étudie la formation de cratères de météorites ainsi que la déviation de géocroiseurs. Ces essais d'impacts ont pour objectif de comprendre le comportement des satellites en cas d’impact et ainsi d'aider les industriels du spatial à optimiser la durée de vie de ceux-ci.

### Défense
L'expertise de Thiot Ingénierie dans l’étude du comportement des matériaux sous choc lui ont permis de développer ses compétences dans la physique des chocs et ainsi d’étendre ses offres de fabrication de machines spéciales et d’essais dans le domaine de la défense. En effet, l’entreprise réalise des tests sur blindages, des essais de pénétration, des simulations d'explosions et conçoit des chambres de détonique. Elle conçoit des machines d'autofrettage. Elle a conçu et réalisé également des dispositifs testant les résistances du béton à des impacts d'origine naturelle ou autre.